# Vysílač Kojál
Vysílač Kojál je 340 metrů vysoký kotvený stožár postavený na stejnojmenném vrcholu (600,5 m n. m.) mezi obcemi Lipovec a Krásensko (v katastru druhé jmenované), tj. na hranicích Vyškovska a Blanenska, přibližně 25 km severovýchodně od Brna. Vysílač je nejvyšší stavbou na Moravě (třetí nejvyšší v Česku) a je dvojčetem vysílače Krašov, který je o sedm a půl metru vyšší. Svým signálem pokrývá jižní a střední Moravu i část východních Čech.

## Historie
Postaven byl v letech 1957–1958. Konstrukci stožáru svařenou z ocelových trubek navrhl inženýr Josef Wanke. Po dokončení měřil 322 metrů, ve své době se tak stal nejvyšší stavbou v Česku, jen o dva metry menší než Eiffelova věž v Paříži. Do provozu byl uveden 1. ledna 1959,[zdroj⁠?!] slavnostní spuštění se však odehrálo 1. března téhož roku. Začínal s vysíláním jednoho černobílého programu, postupně přibyly další programy a barevné vysílání.
V době po invazi vojsk států varšavské smlouvy v srpnu 1968 se vysílač stal místem odporu, když okupační síly ukončily svobodné vysílání televize v Praze a z vysílače Krašov u Plzně. Ve vysílání totiž pokračovalo brněnské studio Československé televize, z něhož unikl přenosový autobus s dvaceti pracovníky a na Kojálu mu pracovníci radiokomunikací poskytli zázemí. Pět hodin trvalo okupačním jednotkám, než vysílač našly a vypudily odtud televizní štáb. Ten se pak uchýlil do budovy Československé akademie věd v Královopolské ulici v Brně a následně do vojenského prostoru u Dědic. Mezitím díky silnému signálu z vysílače Kojál dosahovalo vysílání i na území Rakouska, kde jej přebírala televize ORF a šířila dále.
V 80. letech vysílač prošel rekonstrukcí, původní stožár byl demontován a těsně vedle byl roku 1984 postaven nový o celkové výšce 340 metrů. Na vrcholu se nachází laminátová konstrukce cca 22 m vysoká. Při přechodu z analogového na digitální vysílání byl vysílač zmodernizován. Na konci listopadu 2009 byl zde vypnut nejprve analogový signál programu ČT2, k vypnutí analogu ČT1, Novy a Primy došlo až v červnu 2011. V době největšího provozu sloužilo na vysílači v nepřetržité 24hodinové službě zhruba 60 zaměstnanců, v roce 2019 jej obsluhovali 2 stálí zaměstnanci.

## Vysílané stanice

### Televize
|        | Multiplex    | Kanál | Kmitočet | Výkon (ERP) | Polarizace   |
| ------ | ------------ | ----- | -------- | ----------- | ------------ |
| DVB-T2 | Multiplex 21 | 26    | 514 MHz  | 100 kW      | horizontální |
| DVB-T2 | Multiplex 22 | 40    | 626 MHz  | 100 kW      | horizontální |
| DVB-T2 | Multiplex 23 | 33    | 570 MHz  | 100 kW      | horizontální |

### Rozhlas
|    | Stanice           | Kmitočet  | Výkon (ERP) | Polarizace   |
| -- | ----------------- | --------- | ----------- | ------------ |
| FM | ČRo Radiožurnál   | 95,1 MHz  | 83,17 kW    | horizontální |
| FM | ČRo Dvojka        | 102,0 MHz | 83,17 kW    | horizontální |
| FM | ČRo Brno          | 106,5 MHz | 67,60 kW    | horizontální |
| FM | Rádio Frekvence 1 | 104,5 MHz | 66,98 kW    | horizontální |
| FM | Rádio Impuls      | 87,6 MHz  | 66,98 kW    | horizontální |

Z Kojálu vysílá i digitální rozhlas DAB+:
|      | Multiplex   | Kanál | Kmitočet    | Výkon (ERP) | Polarizace |
| ---- | ----------- | ----- | ----------- | ----------- | ---------- |
| DAB+ | ČRo DAB+    | 12D   | 229,072 MHz | 10 kW       | vertikální |
| DAB+ | ČRA DAB+ CZ | 7C    | 192,352 MHz | 10 kW       | vertikální |